# Carlota Margarita de Montmorency
Carlota Margarita de Montmorency, princesa de Condé por matrimonio (11 de mayo de 1594-2 de diciembre de 1650), fue una aristócrata francesa, heredera de una de las principales familias ducales de Francia. 
Amante del rey Enrique IV, su esposo huyó con ella tras el enlace, regresando a Francia únicamente tras la muerte del monarca.

## Biografía
Carlota Margarita fue hija de Henri de Montmorency y de su segunda esposa, Louise de Budos, quien falleció antes de que Carlota Margarita cumpliese cinco años, siendo criada por su tía Carlota, viuda de Carlos, duque de Angulema. En 1609, a los quince años de edad, Carlota Margarita contrajo matrimonio con Enrique de Borbón, príncipe de Condé, con quien tuvo tres hijos:
- Ana Genoveva (1619-1679), casada con Enrique II de Orleans, duque de Longueville.
- Luis, príncipe de Condé (1621-1686), casado con Claire-Clémence de Maillé-Brézé.
- Armando de Borbón, príncipe de Conti (1629-1666), casado con Ana María Martinozzi.

Al igual que otros nobles de Francia, su esposo se opuso abiertamente al mariscal de Ancre, quien había abandonado la política del rey Enrique IV. En septiembre de 1616, el príncipe de Condé y su esposa fueron detenidos y encerrados en Vincennes, donde procrearon y Carlota Margarita dio a luz tres años después a su hija Ana Genoveva.
En 1633, su único hermano, Enrique, duque de Montmorency, fue ejecutado por haber conspirado contra el cardenal Richelieu, lo que motivó que el título nobiliario pasase a Carlota Margarita, quien murió el 2 de diciembre de 1650, siendo enterrada en el convento de las Carmelitas del suburbio de Saint-Jacques, en París.